# Біробіджанський район
Біробіджанський район (рос. Биробиджанский район) — адміністративна одиниця Єврейської автономної області Російської Федерації.
Районна адміністрація розташована в адміністративному центрі Єврейської АО, місті Біробіджані, який, втім, до складу району не входить та є самостійним муніципальним утворенням обласного підпорядкування.

## Демографія
| 1959    | 1970    | 1979    | 1989    | 2002    | 2009    | 2010    |
| ------- | ------- | ------- | ------- | ------- | ------- | ------- |
| 8673    | ↗9666   | ↗12 594 | ↗15 437 | ↘13 018 | ↗13 666 | ↘11 907 |
| 2011    | 2012    | 2013    | 2014    | 2015    | 2016    | 2017    |
| ↘11 876 | ↘11 861 | ↗12 069 | ↗12 078 | ↘11 853 | ↘11 590 | ↘11 380 |
| 2018    |         |         |         |         |         |         |
| ↘11 224 |         |         |         |         |         |         |

## Адміністративний поділ
До складу району входять 6 сільських поселень:
1. Бірофельдське сільське поселення
2. Валдгеймське сільське поселення
3. Дубовське сільське поселення
4. Надеждинське сільське поселення
5. Найфельдське сільське поселення
6. Птичнінське сільське поселення